# Joanne Fox
Joanne Kylie Fox, född 12 juni 1979 i Melbourne, är en australisk vattenpolospelare. Hon representerade Australien i två OS. Hon spelade sju matcher och gjorde två mål i den olympiska vattenpoloturneringen i Sydney som Australien vann. I den olympiska vattenpoloturneringen 2004 spelade hon fem matcher och gjorde två mål. I Aten slutade Australien på fjärde plats.USA besegrade Australien i bronsmatchen med 6–5.